# 詹姆斯·布莱尔 (赛艇运动员)
詹姆斯·布莱尔（英語：James Blair，1909年10月28日—1992年5月23日），美国男子赛艇运动员。他曾代表美国参加1932年夏季奥林匹克运动会赛艇比赛，获得男子八人单桨有舵手金牌。